# Athena Niketemplet

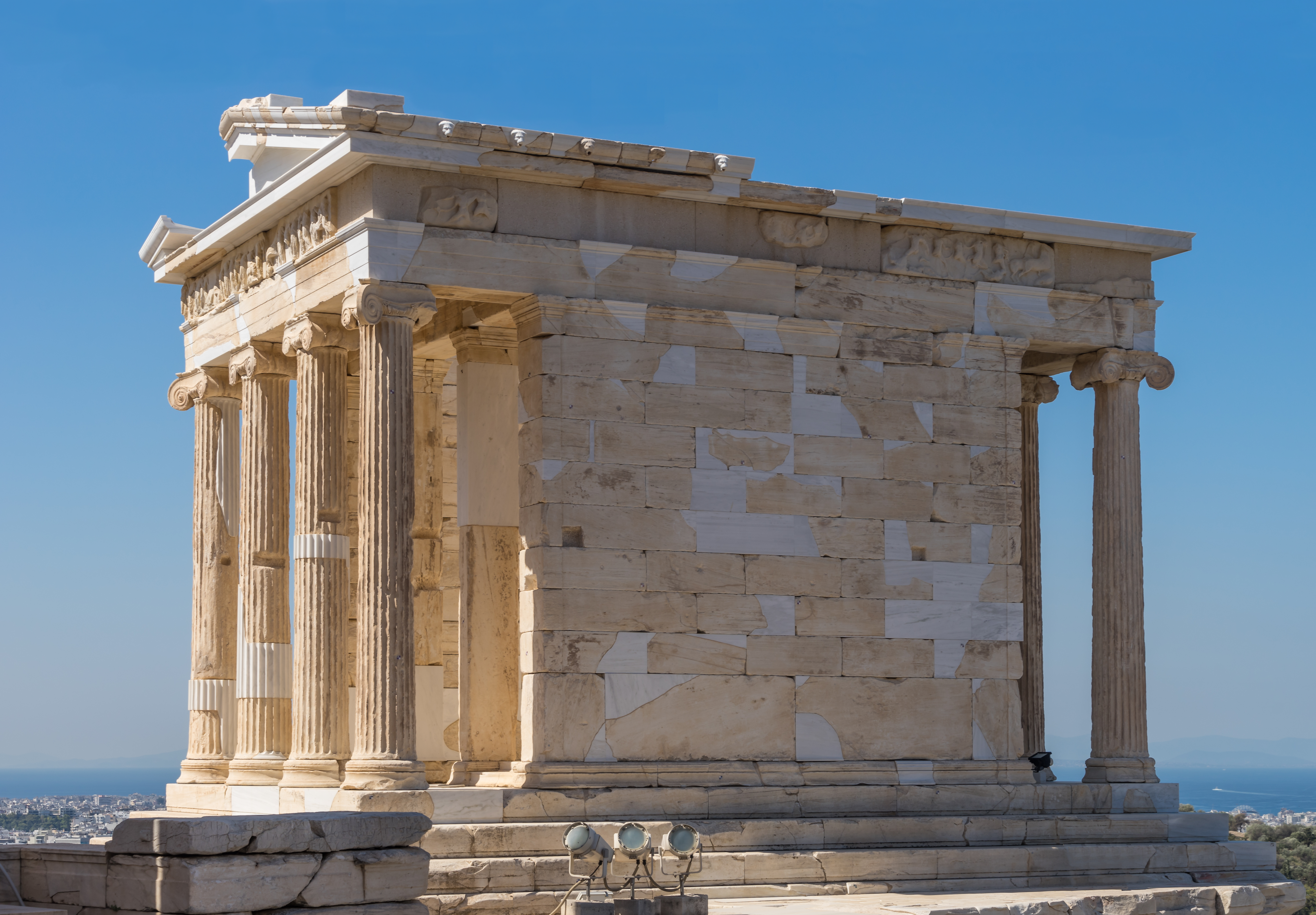

Athena Niketemplet var den första joniska byggnaden som uppfördes på Akropolis i Aten. Templet var beläget till höger om Propyléerna och uppfördes omkring 427–424 f.Kr. mitt under oroligheterna under det peloponnesiska kriget.

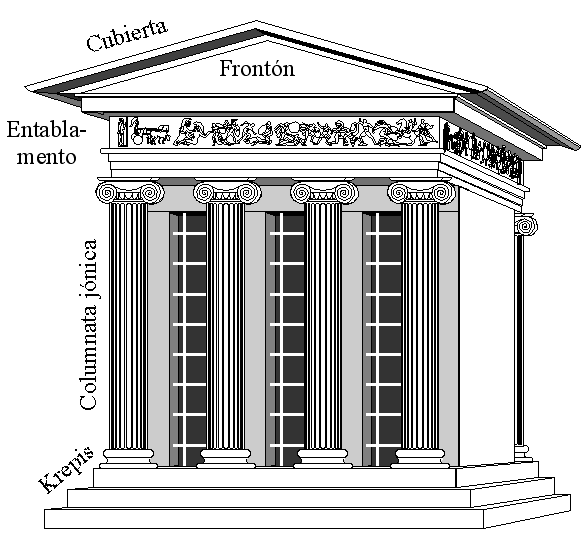
Rekonstruktion
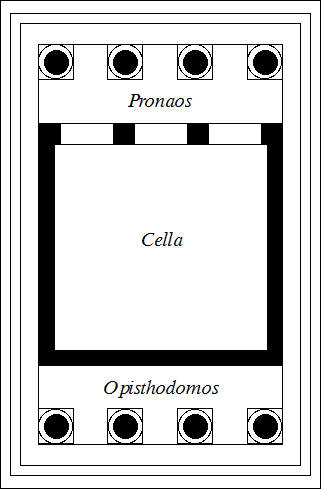
Planritning

Templet var först en bastion där de atenska krigarna kunde avfyra missiler mot eventuella invaderande attacker och arméer. Senare blev bastionen Athena Nike-templet och blev en helgedom för den mest militanta aspekten av Athena. Athena Nike symboliserar vinst i krig och var beskyddare av Aten.
Mellan åren 430 och 420 f.Kr beslöts det att bygga ett nytt tempel på den gamla bastionen, detta templet kom att bli Athena Nike-templet, byggt i jonisk stil. Den joniska stilen präglas av sina utsvängda kapitäler som oftast hänger utanför kolonnens bredd, oftast i form av en dubbel rulle. När de atenska arkitekterna började använda sig av den joniska stilen ansåg den vara bäst lämpad till mindre tempel, eftersom joniska byggnader på det grekiska fastlandet hade varit små skattehus.

## Historia
Utstickande från entrétrappan till Akropolis återstod en relikt av den gamla bronsåldersfästningen. Det var en framskjuten del av en fästningsvall där soldater kunde attackera inkommande attackstyrkor. Under senare tid förlorade denna fästningen sin militära funktion och blev helgedomen för gudinnan av seger i strid Athena Nike. Existensen av denna tidiga helgedom bevisas av ett överlevande kalkstensaltare som dateras till 580–530 f.Kr. Endast lite material finns kvar från denna tidiga heliga plats på grund av den persiska attacken på staden Aten år 480 f.Kr.
Någon gång mellan 440-talet och 420-talet f.Kr beslutades det att bygga ett nytt tempel ovanpå fästningen, i Athena Nikes namn. Planeringen av templet sägs ha varit en del av Perikles storslagna byggnadsprojekt. Arkitekten Kallikrates gavs ansvar för designen av templet.

## Arkitektur
Templet, som  ligger på sydvästra kanten av Akropolis, är byggt i jonisk stil och utmärks främst genom volutsprialerna som pryder toppen av kolonnerna. Ingången till templet är förlagd österut och kantas av en kolonnad bestående av fyra kolonner som ramar in en smal veranda. Samma struktur gäller även för den västra sidan men där fanns däremot ingen ingång. I kontrast till parthenon som omgavs av kolonnader runt alla hörn försågs inte heller dess södra och norra sida med kolonner. År 410 f.Kr byggdes ett räcke runt templets befästning som skyddade besökare från att falla av platån. Platån var dekorerad med olika reliefskulpturer av Nike. Likt på Parthenon pryddes de övre delarna av taket på Athena Niketemplet av en fris som visade båda mytologiska och samtidsinspirerade motiv, bland annat krigsscener från slaget vid Marathon 490 f.Kr.

## Dekor
Pedimenten på Athena Niketemplet var prydda med tidens klassiska och igenkännbara motiv. Det östra pedimentet pryddes av scener föreställande ett slag mellan gudar och jättar. På det västra pedimentet föreställde motivet ett slag mellan greker och amazoner.
Runt om tempelbyggnaden löpte en jonisk fris som endast var 45 centimeter hög. Motiven på frisen var avbildningar av specifika historiska händelser. På den södra frisen kan man se en ögonblicksbild av vad som förmodligen föreställer momenten precis innan slaget vid Plataia år 479 f.Kr. En välklädd man kan ses då han faller av sin stegrande häst, detta tros vara den persiske generalen Masistios som under slaget vid Plataia blev dödad av atenarna. Den norra och västra frisen är klädda med scener av krig mellan olika grekiska arméer. Detta kan förmodas föreställa händelser under det Peloponnesiska kriget. Att konstnärer i Grekland under antiken avbildade samtida eller närliggande historiska händelser var visserligen något som förekom, men det var ovanligt att just dessa sorters motiv prydde ett tempel.

### Nike-staty
Nike är i grekisk mytologi segergudinnan. Som personifikation av seger i krig prydde Nike ofta offentliga byggnader och segermonument. Ovanpå templets parapet ska det ha funnits en vinglös skulptur i marmor föreställande Nike. Statyn visar Nike framåtböjd medan hennes klädsel halkar ner och lämnar hennes ena axel blottad. Hon har lyft på sitt högra ben och hennes högra hand är utsträckt mot en av sina sandalbeklädda fötter.
Att avbilda kvinnor och män som justerar eller tar på sig sina sandaler är inte ett ovanligt motiv inom antik grekisk konst, men då avbildas de med båda händerna utsträckta mot fötterna. Skulptörens val att enbart låta en av Nikes händer vara utsträckta mot foten verkar antyda att hon håller på att ta av sig sandalen. Med denna handling påminner hon besökarna av templet att de är på väg att träda in i en helig byggnad, där det är kutym att vara barfota.